# Peter van Velzen
Peter van Velzen (Pijnacker, 11 oktober 1958) is een voormalig Nederlands profvoetballer.
Gedurende zijn loopbaan speelde hij voor Sparta, SVV, RKC, Haarlem, SK Beveren en wederom SVV.
Hij werd driemaal topscorer van de Eerste divisie. In het seizoen 1984/85 namens SVV (28 doelpunten), in 1985/86 (gedeeld met Remco Boere van FC Den Haag) namens RKC (28 doelpunten) en in het seizoen 1989/90 met 24 doelpunten wederom namens SVV.
Hij was tien jaar technisch jeugdcoördinator bij amateurclub OLIVEO in zijn woonplaats Pijnacker.